# Creu de terme de Montcortès
La Creu de terme de Montcortès és una creu de terme de Montcortès, al municipi dels Plans de Sió (Segarra), inclosa a l'Inventari del Patrimoni Arquitectònic de Catalunya.

## Descripció
Restes de la creu de terme de Montcortès. Únicament conserva el doble basament de planta quadrada amb un petit treball decoratiu als extrems, i el fust de planta octogonal.
Aquesta creu va ser enderrocada el 1939. Diversos fragments foren guardats en una casa del poble. L'any 1986 la part superior va ser lliurada al Museu Duran i Sanpere de Cervera.